# Roman (przedsiębiorstwo)
Roman – rumuński producent autobusów i samochodów ciężarowych, mający swoją siedzibę w Braszowie w Rumunii.

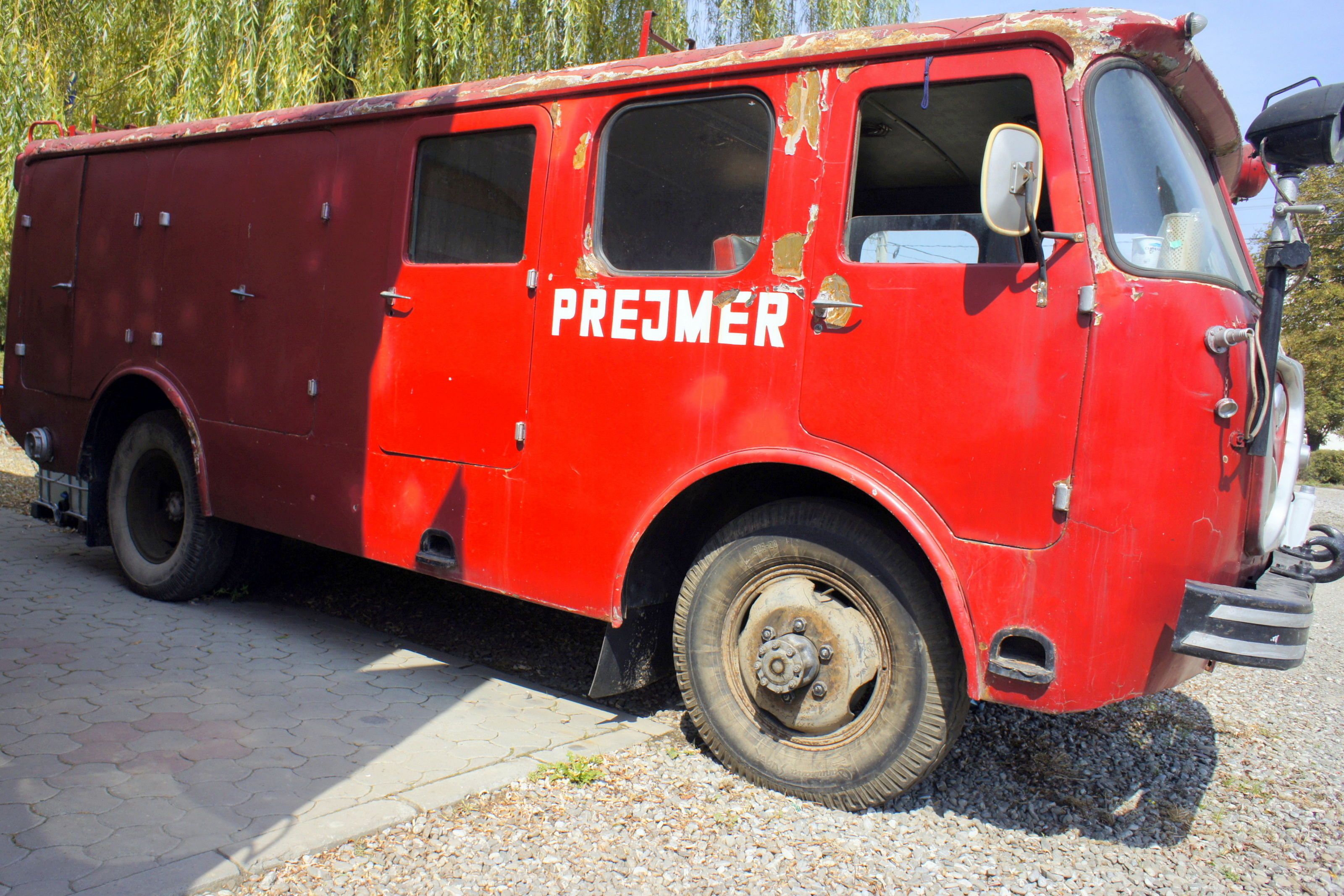
Historyczny SR 132 Carpati (1963)

## Historia
W Braszowie istniała od 1921 wytwórnia lokomotyw i wagonów o nazwie Astra. Później zmieniono nazwę na România Locomotiv (Romloc). Od 1940 roku Astra produkowała uzbrojenie oraz amunicję. Po II wojnie światowej rumuńska polityka gospodarcza uległa przeobrażeniom. Planowa gospodarka socjalistyczna i kolektywizacja rolnictwa spowodowały wzrost zapotrzebowania na transport. Rząd podjął decyzję o uruchomieniu produkcji ciężarówek w fabryce w Braszowie. W 1948 została przemianowana na Steagul Rosu, co – w tłumaczeniu na język polski – oznacza Czerwony Sztandar. 
W 1954 zakłady wypuściły na drogi pierwsze ciężarówki na licencji ZiS-a o nazwie SR 101. Wyposażone były w 6-cylindrowy silnik o pojemności 5,5 l. Ładowność wynosiła 4 tony, a prędkość maksymalna sięgała 65 km/h. Samochód ten produkowany był w wersji skrzyniowej i w wersji wywrotka aż do 1961. W 1958 podjęta została decyzja o konstrukcji nowego pojazdu, gdyż ZiS 150 nie odpowiadał międzynarodowym standardom. Nowa konstrukcja wyposażona była w gaźnikowy silnik V-8 o mocy 103 kW, a kabina produkowana była przez francuską firmę Chausson. Latem 1960 pierwsze pojazdy wyjeżdżające z linii produkcyjnych oznaczono jako SR 131. Program produkcyjny obejmował dwa modele: Carpati o ładowności 3 ton i Bucegi o ładowności 5 ton. Produkowane były w wersjach takich jak: long, lora, dźwig, podwójna kabina i pojazd militarny. Samochody na eksport wyposażane były w silniki Torpedo, Perkinsa i Mercedesa. W 1967 ogłoszony został przetarg na produkcję nowego modelu o ładowności 12-18 ton z silnikiem Diesla i kabiną typu COE. Oferty złożyły wtedy: Büssing, Mercedes-Benz, MAN i Unic. Po długich pertraktacjach wybrano MAN-a. W 1971 roku podpisane zostało porozumienie pomiędzy MAN-em a rządem rumuńskim. Licencja dotyczyła dwóch ciężarówek – średniej klasy z silnikiem 135 KM i ciężkiego z silnikiem 215 KM o ładowności do 36 ton. Kabina pochodziła z przedsiębiorstwa Saviem, silniki dostarczała początkowo Rába. Od tej pory nowe pojazdy nosiły nazwę Roman (skrót od România-MAN). Licencja obejmowała wszelkie możliwe nadwozia, jak również wersje 2 i 3-osiowe. 
W 1969 „Intreprinderea de autocamioane Brașov” (I.A.Bv) była gotowa na produkcję nowego taboru, ale jednocześnie MAN uruchomił w zakładzie oddzielną montownię DAC (Diesel Automobil Camion). Program obejmował gamę lekkich ciężarówek po ciężkie 46-tonowe wywrotki. Były one wyposażone w silniki Diesla V-8 produkcji MAN-a. Roczna produkcja wynosiła około 20 tysięcy pojazdów i trafiała w większości na eksport do krajów RWPG i krajów afrykańskich. 
DAC 665 to pojazd ciężarowy z układem napędowym 6x6, z silnikiem o pojemności 10,4 l i mocy 158 KM. Jego ładowność wynosiła 5 ton, natomiast jego prędkość maksymalna 85 km/h. Z kolei DAC 6.135 to wersja skrzyniowa o ładowności 6 ton, wyposażona w silnik Diesla R6 o pojemności 5,5 l i mocy 133 KM. Roman 19.515 to ciągnik z napędem 6x4 z silnikiem o pojemności 10,3 l. Upadek socjalizmu w Rumunii pociągnął za sobą także wielkie przemiany w fabryce Roman. W 1989 zakład dostosował kabiny do nowych silników Caterpillara. W 1990 powstało Roman S.A., a DAC stał się częścią nowej struktury. W 1994 zarząd dokonał dalszego podziału firmy na spółki zależne. W 1999 ciężarówki Roman zajęły 2. i 3. miejsce w Rajdzie Tunisu. W 2000 załoga świętowała wyprodukowanie 750-tysięcznej ciężarówki. W 2002 ciężkie pojazdy otrzymały nową kabinę o nazwie „Millenium”. W grudniu 2005 Roman podpisał kontrakt na dostawę sprzętu dla armii irackiej. Produkcja 2006 obejmowała wielką gamę pojazdów DAC i Roman. Obecnie wytwarzane są pojazdy komunalne, cysterny, wywrotki, wozy dla leśnictwa, dźwigi, pojazdy strażackie i militarne. W 2006 roku zaprezentowano autobus o nazwie Roman 17.280 HOCLL. 

## Galeria

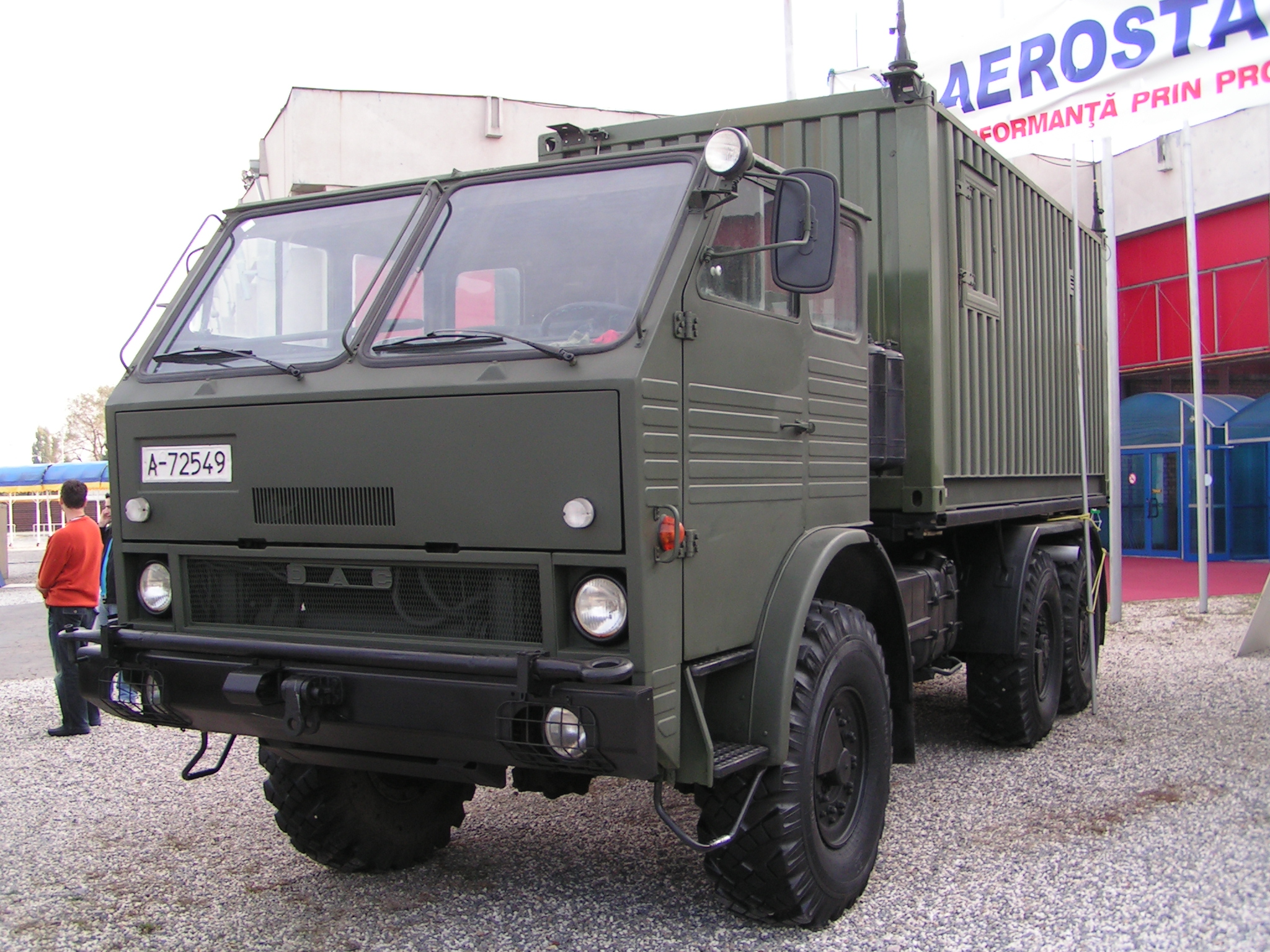
Roman-DAC 665
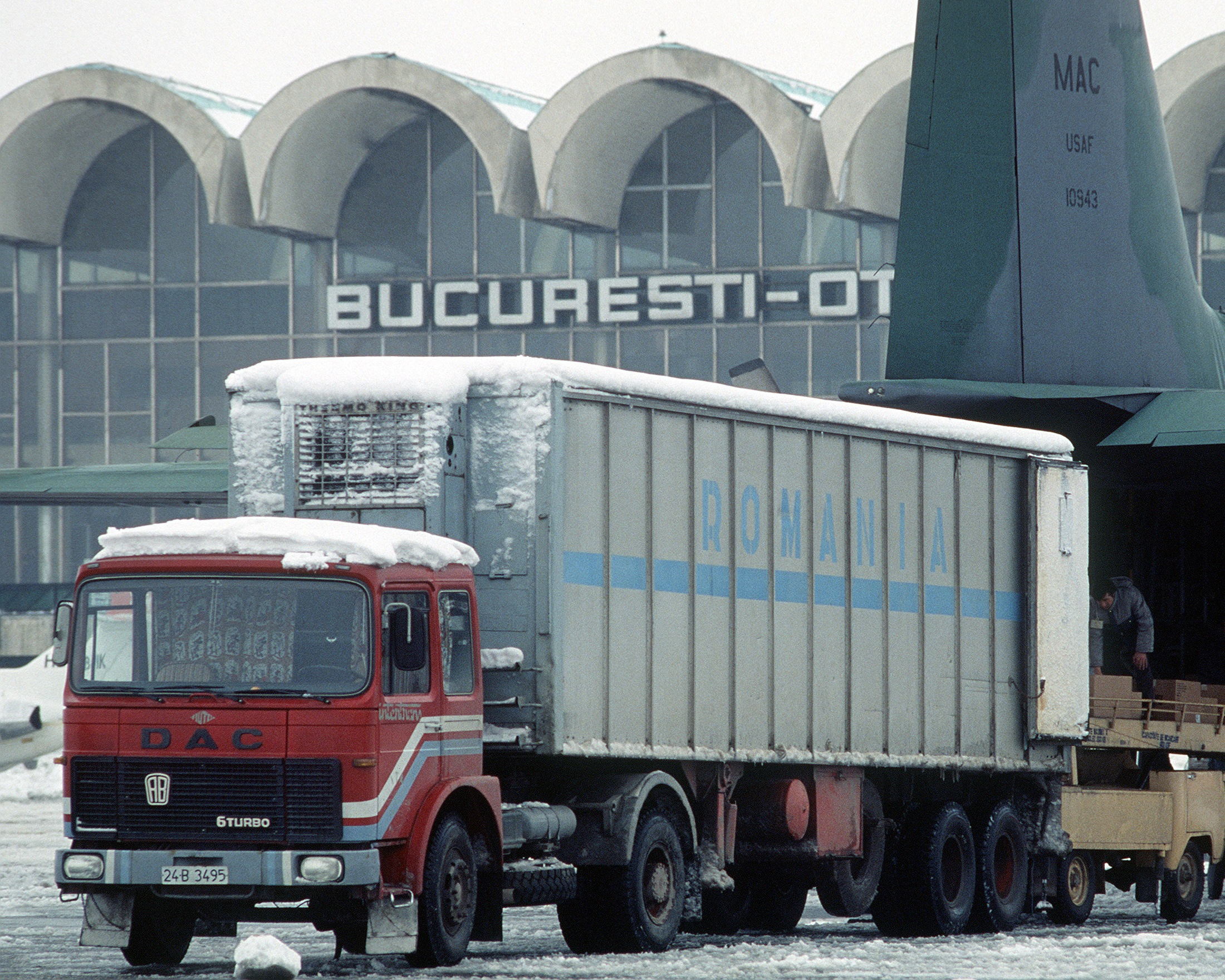
Roman-DAC 6Turbo
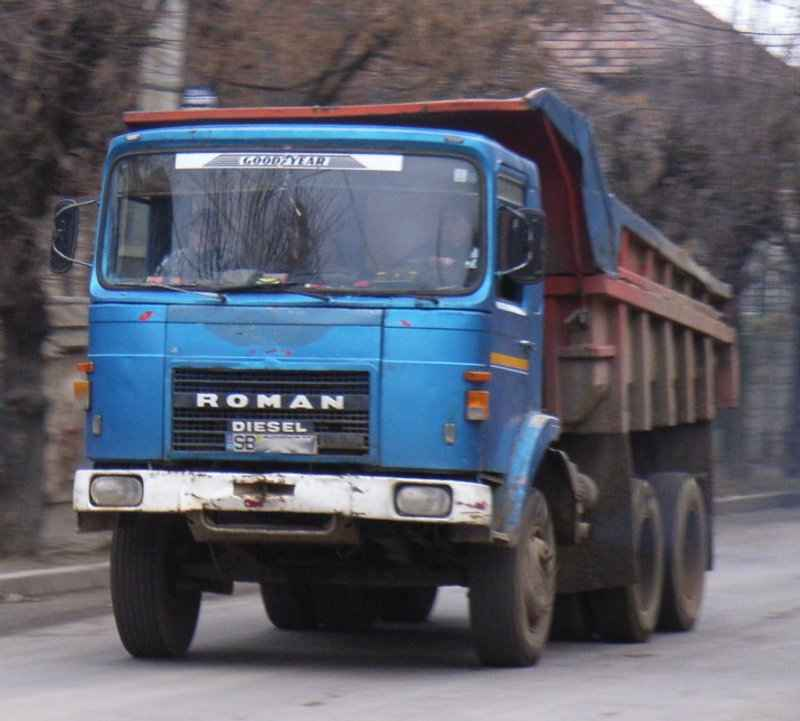
Roman 23.360
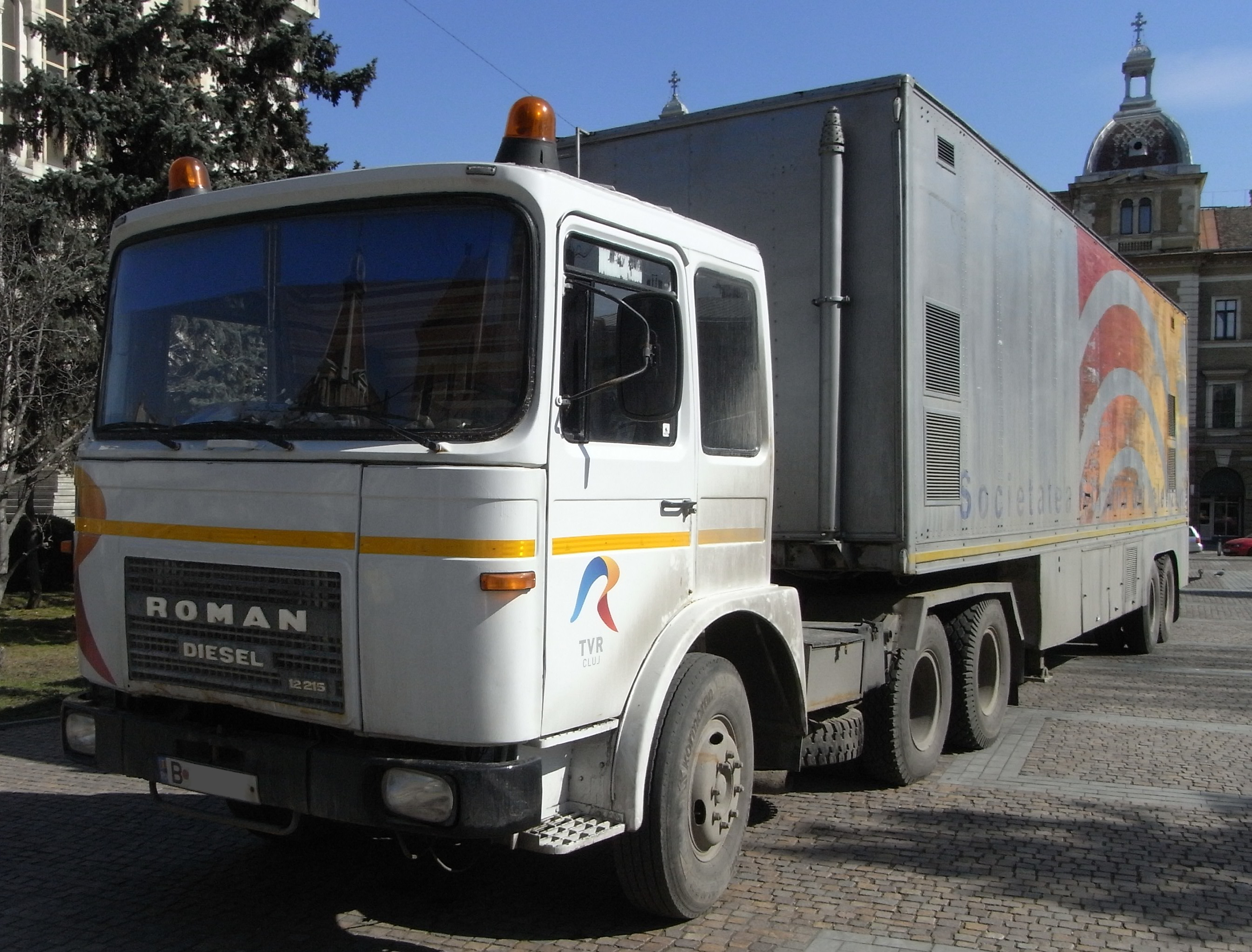
Roman 12.215
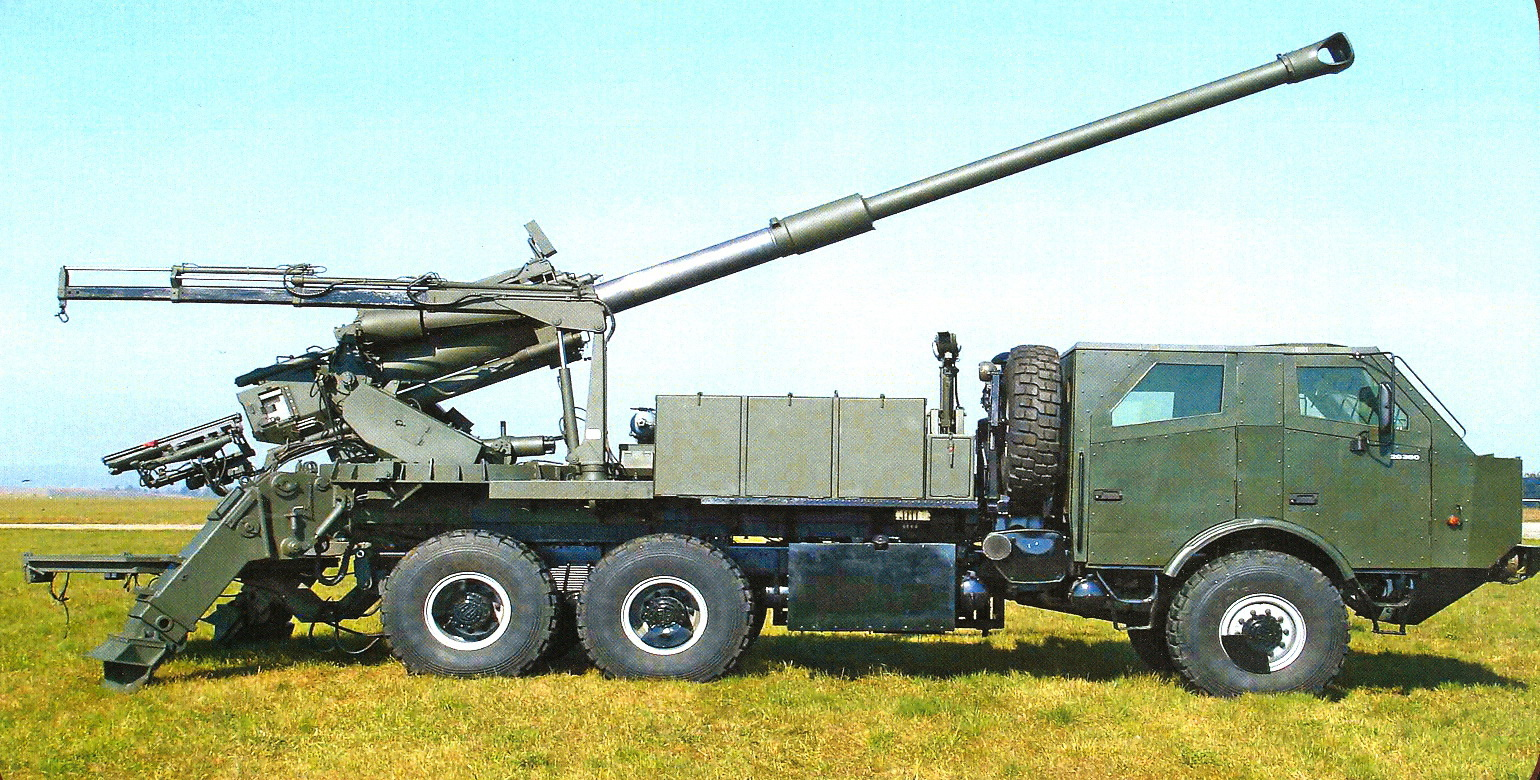
Roman 26.360 wyposażony w haubice produkcji izraelskiej ATMOS 2000